# 原田正文
原田 正文（はらだ まさふみ、1986年8月7日 - ）は、日本の実業家。株式会社エム・マーケティング代表取締役。エム・マーケティンググループの創業者。
「良い人が勝つ社会を創る」という経営理念を掲げ、教育事業・通信販売事業・社会福祉事業などの分野で事業展開している。

## 経歴
2010年熊本大学教育学部を卒業後、就職と同時に上京。ITベンチャー企業で新規事業のリーダーを任されるが、結果が出ずに退社。その後1年弱フリーターとして生活を送る。
2012年4月からグリー株式会社に入社。グリーではプロダクトマネージャーとしてソーシャルゲームの制作に携わった。2014年1月、グリー株式会社を退社。
2015年7月、株式会社エム・マーケティング代表取締役に就任。